# Martha Warren Beckwith
Martha Warren Beckwithová (19. ledna 1871, Wellesley Heights, Massachusetts – 28. ledna 1959) byla americká folkloristka a etnografka.
Absolvovala Mount Holyoke v roce 1893 a učila angličtinu na Elmira College, Mount Holyoke, Vassar College a Smith College. V roce 1906 obdržela magisterský titul v oboru antropologie po studiu u Franze Boase na Columbijské univerzitě. V roce 1918 obdržela titul doktora filozofie. V roce 1920 byla Beckwithová jmenována vyučujícím folkloristiky na Vassar College, čímž se stala prvním člověkem, který zastával tento post na jakémkoli škole ve Spojených státech. Stala se profesorem v roce 1929 a odešla do důchodu v roce 1938.
Beckwith prováděla výzkum v řadě evropských a středoevropských zemích, ale nejrozsáhlejší výzkum se zaměřil na Havaj, Jamajku a Siouxi a národy Mandan-Hidatsa v Severní Dakotě a Jižní Dakotě.

## Dílo
- Folk-Games of Jamaica Poughkeepsie, N. Y.: Vassar College, 1922
- Christmas Mummings in Jamaica. Poughkeepsie, N.Y.: Vassar College, 1923
- Black Roadways: A Study of Jamaican Folk Life. Chapel Hill: University of North Carolina Press, 1929
- Polynesian Analogues to the Celtic Other-World and Fairy Mistress Themes. New Haven, C.T.: Yale University Press, 1923
- Jamaica Anansi Stories New York: American Folklore Society, 1924
- Jamaica Proverbs. Poughkeepsie, N.Y.: Vassar College, 1925
- Notes on Jamaican Ethnobotany. Poughkeepsie, N.Y.: Vassar College, 1927
- Jamaica Folk-Lore. New York: American Folk-Lore Society. 1928.
- Myths and Hunting Stories of the Mandan and Hidatsa Sioux. Poughkeepsie, N.Y.: Vassar College, 1930
- Mandan-Hidatsa Myths and Ceremonies. New York: American Folk-Lore Society, 1937
- Hawaiian Mythology New Haven, C.T.: Yale University Press, 1940
- The Kumulipo: A Hawaiian Creation Chant Chicago: University of Chicago Press, 1951